# Lưu Duẩn
Giáo sư tiến sĩ khoa học Lưu Duẩn hiện là phó chủ tịch kiêm Tổng thư ký Hội Khoa học và Công nghệ thực phẩm Việt Nam, ông cũng là trưởng khoa công nghệ thực phẩm trường Đại học Công nghệ Sài Gòn. Ông là người Việt Nam đầu tiên được bầu vào Viện Hàn lâm Khoa học và Công nghệ thực phẩm quốc tế (International Union of Food Science and Technology - IUFoST) tại Canada.

## Sự nghiệp
Lưu Duẩn sinh năm 1938 tại Hà Nội. Năm 1986, ông lấy học vị Tiến sĩ khoa học của Đại học Humboldt, CHLB Đức.
Năm 1987, khi đang giảng dạy và nghiên cứu tại Trường Đại học Bách khoa Hà Nội, giáo sư Lưu Duẩn quyết định vào Thành phố Hồ Chí Minh lập nghiệp. Ông được phong hàm Phó Giáo sư chuyên ngành công nghệ thực phẩm vào năm 1991 và hàm Giáo sư vào năm 1995.
Giáo sư Duẩn tham gia giảng dạy và nghiên cứu tại Khoa Công nghệ thực phẩm, Trường đại học Bách khoa Thành phố Hồ Chí Minh, sau đó là khoa Công nghệ thực phẩm, Trường đại học Công nghệ Sài Gòn. Ông là Phó chủ tịch kiêm Tổng thư ký Hội Khoa học và Công nghệ thực phẩm Việt Nam (VAFoST). Ông cũng là thành viên sáng lập trường Đại học Công nghệ Sài Gòn và Hội Khoa học Công nghiệp Thực phẩm Việt Nam. Ông còn là thành viên ban biên tập chuyên ngành kỹ thuật công nghệ thuộc tạp chí Phát triển khoa học và công nghệ, ĐHQG-Thành phố Hồ Chí Minh .
Ngày 23 tháng 8, giáo sư Lưu Duẩn được phong làm viện sĩ Viện Hàn lâm Khoa học và Công nghệ thực phẩm quốc tế. Lễ tấn phong diễn ra tại đại hội toàn cầu của Liên đoàn Khoa học và Công nghệ thực Phẩm quốc tế ngày 21 tháng 8 tại Montreal, Canada.
Giáo sư Duẩn thông thạo 4 ngoại ngữ, ông thường được mời đi thỉnh giảng ở các trường đại học của Pháp, Đức, Nga, Đài Loan, Thái Lan và Singapore.

## Nghiên cứu
Lĩnh vực nghiên cứu, giảng dạy của giáo sư Lưu Duẩn gồm hóa thực phẩm, cảm quan thực phẩm, thực phẩm chức năng và văn hóa ẩm thực. Ông là người khởi xướng một số môn học then chốt giúp hoàn thiện năng lực của sinh viên ngành thực phẩm như cảm quan thực phẩm, phát triển sản phẩm, công tác kỹ sư, marketing thực phẩm và văn hóa ẩm thực.
Ông sở hữu 5 bằng sáng chế ở Đức. Giáo sư Duẩn là tác giả và đồng tác giả 9 đầu sách, 50 bài báo khoa học. Giáo sư đã hướng dẫn bảo vệ cho thành công cho hơn 80 thạc sĩ và 8 nghiên cứu sinh bậc tiến sĩ.
Mô hình ngôi sao 5 cánh, phương pháp luận do ông phát triển được sử dụng rộng rãi trong ngành thực phẩm là dinh dưỡng, cảm quan, an toàn, văn hóa, kinh tế. 

## Đánh giá
| “ | ... Lưu Duẩn là người có đóng góp rất lớn cho ngành công nghệ thực phẩm. Ông là một trong những sinh viên đầu tiên của ngành công nghệ thực phẩm tại Việt Nam. Hơn 50 năm qua, ông vẫn là ngọn cờ đầu và đi tiên phong trong việc nghiên cứu khoa học, ông cũng là 1 nhà giáo ưu tú, tận tâm truyền đạt những kiến thức cho nhiều thế hệ sinh viên. Ông được xem là tấm gương của sự mẫu mực và thích đì tìm sự khác biệt... | ” |

Hãng Phim truyền hình TP. Hồ Chí Minh.